# Garnet Wolseley
Garnet Joseph Wolseley (primer vizconde de Wolseley; Golden Bridge, condado de Dublín, 4 de junio de 1833-Menton, Francia, 26 de marzo de 1913) fue un mariscal de campo y general en jefe del Ejército Británico (1895-1901). Sirvió en Birmania, Crimea, India, China y Canadá antes de mandar una fuerza expedicionaria en la segunda guerra ashanti (1873-1874). Gobernador de Natal (1875) y Chipre (1878) fue puesto al mando del ejército en 1882 durante la revuelta nacionalista de Egipto y en 1885 dirigió la expedición de socorro de Jartum (Sudán). Fue nombrado general en jefe del Ejército Británico en 1895 hasta su retiro del ejército en 1901. Durante el corto período de tiempo que estuvo al mando absoluto del ejército británico, llevó a cabo una profunda reorganización y modernización del mismo.

## Infancia
Garnet Wolseley era descendiente de una familia sajona que por sus servicios a Guillermo III de Inglaterra  durante sus campañas contra Jacobo II de Inglaterra fue recompensada con tierras en Irlanda. Dos tradiciones dominaban su familia: la defensa del anglicanismo  y el servicio militar. abuelo había servido en el cuerpo de los Royal Dragoons en Alemania durante la guerra de los Siete Años. Su padre y su tío sirvieron durante las guerras napoleónicas  en las Indias Occidentales, donde participaron en una expedición contra las islas francesas de Martinica  y Guadalupe.
Al volver a Irlanda, su padre, Joseph Wolseley, se casó con Frances Ann Smith.
Garnet Wolseley nació el 4 de junio  de 1833; fue el mayor de siete hermanos. Cuando tenía siete años, su padre falleció y la familia se tuvo que mantener gracias a una pensión del ejército, por lo que durante su infancia conoció la pobreza y no pudo ser enviado a Inglaterra para ser educado como era costumbre en la época entre la gente de su clase, sino que su madre se encargó de instruirlo en casa. Comenzó a trabajar en un taller topográfico con catorce años. La pobreza de la familia impidió que esta le pudiese comprar un puesto de oficial, si bien la distinguida carrera de su abuelo y de su padre hizo que el duque de Wellington se decidiese a concederle uno cuando cumplió los dieciocho años.

## Segunda guerra de Birmania (1852-1853) y guerra de Crimea (1854-1856)
Ingresó en el ejército en el año 1852 como subteniente de un regimiento de infantería. Su bautizo de fuego lo tuvo en Birmania, adonde llegó pocos meses después de que el país hubiese sido anexionado al imperio y que por entonces se hallaba convulso por la existencia de rebeldes que hostigaban a los británicos. Participó en la segunda guerra birmana (1852-1853) y fue herido en el muslo derecho el 19 de marzo de 1853 en el ataque a Donabew,  pero rechazó dejar el campo de batalla hasta que sus hombres hubieran vencido. Tras la batalla recibió una medalla de guerra y poco después fue ascendido al grado de teniente. Contrajo el cólera y fue trasladado para su recuperación a Dublín.
En 1854 participó en la guerra de Crimea (1854-1856), sirviendo en el cuerpo de ingenieros. Llegó a Balaclava el 3 de diciembre de 1854 . Participó del asedio de Sebastopol; el 7 de junio de 1855 estuvo en el ataque anglofrancés la ciudad y fue en el muslo derecho. Los rusos rechazaron el asalto y el asedio continuó. Fue herido otra vez el 30 de agosto mientras trabajaba con un grupo de zapadores en las trincheras: un proyectil ruso mató a varios de ellos y le hirió gravemente en la mandíbula y en el ojo derecho, tras lo que fue promovido al grado de capitán, en diciembre del año 1854. Tras la caída de Sebastopol, fue empleado en la intendencia y asistió al embarco de las tropas; fue el último oficial en partir de Crimea en 1856.

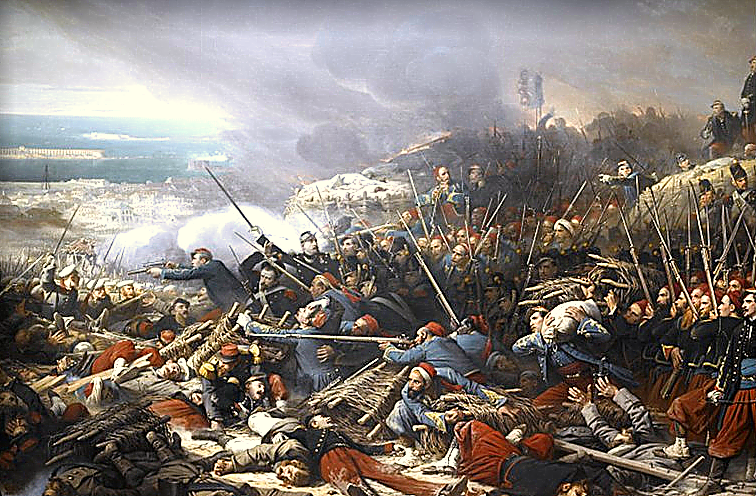
El asedio de Sebastopol. Obra de Adolphe Yvon.

## Motín de los Cipayos (1857-1859) y segunda guerra del Opio (1860)
En febrero de 1857 Wolseley fue destinado a China donde la tensión entre este país y las potencias europeas estaba aumentando. Sin embargo el comienzo de la Rebelión de la India de 1857 hizo que fuera trasladado a la India.
El 10 de septiembre su regimiento alcanzó Benarés y Prayagraj el 13 de septiembre. Rescató a las fuerzas estacionadas en Lucknow y participó en los combates de Cawnpore, Ayodhya, Sultanpur sirviendo bajo las órdenes de James Hope Grant. Una vez acabada la campaña, con solamente 26 años de edad, fue promovido a teniente coronel, honor que pago con la pérdida total de la visión de un ojo. 
Tras el motín Garnet Wolseley continuo sirviendo bajo las órdenes de James Hope Grant Oudh. Cuando Hope Grant fue puesto al mando de las tropas británicas que participaban en la segunda guerra del Opio (1860). Participó en la toma del puerto de Tangku, en el ataque a los fuertes de Taku, en la batalla de Chan Chi Wan, en la batalla de Palikao además de en la toma del Palacio de Verano. Tras la guerra escribió” Narrative of the War with China”en la que describe la campaña.

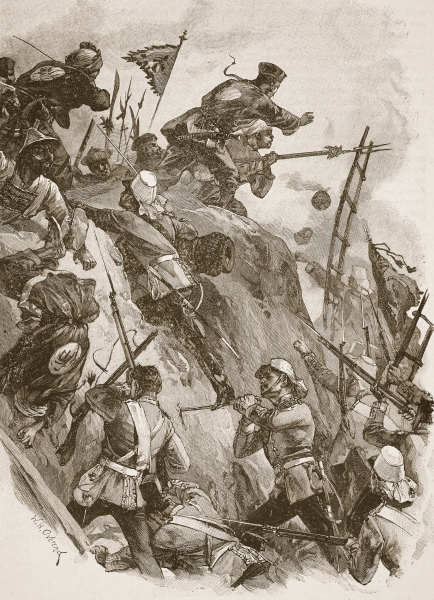
Lucha en los Fuertes de Taku. Obra de William Heysham Overend

Durante el invierno de 1860-1861, Garnet Wolseley junto a otros oficiales entre los que se encontraba Hope Grant realizaron un viaje por Japón que hacía solo seis años que se había abierto a los países extranjeros tras la expedición del Comodoro Perry. Visitó Tokio y Yokohama

## Canadá (1861-1871)
En 1861, en plena guerra de Secesión, la captura por parte del Gobierno de los Estados Unidos de dos agentes de los Estados Confederados de América a bordo del barco británico “Trent” desencadenó una grave crisis entre estos dos países que a punto estuvo de desencadenar una guerra. Wolseley fue enviado a Canadá para hacerse cargo de la defensa de las colonias ya que la situación en el caso de que llegase a haber guerra sería muy difícil para Gran Bretaña que solo contaba con 4.500 soldados profesionales y 10.000 voluntarios canadienses para hacer frente a las tropas de  la Unión
Para ponerse de acuerdo con los planes de la Confederación, en caso de guerra, Wolseley, decidió sin órdenes visitar el sur. Pasando en secreto de Nueva York a Virginia, él visitó al comandante de las fuerzas meridionales, Robert E. Lee. También se entrevistó con Thomas Jonathan Jackson y con James Longstreet. Wolseley declaró que el ejército confederado le había impresionado más que cualquier ejército que hubiese visto. Al final no tuvo lugar una guerra entre Gran Bretaña y Estados Unidos pero Garnet Wolseley permaneció en Canadá hasta 1871. 

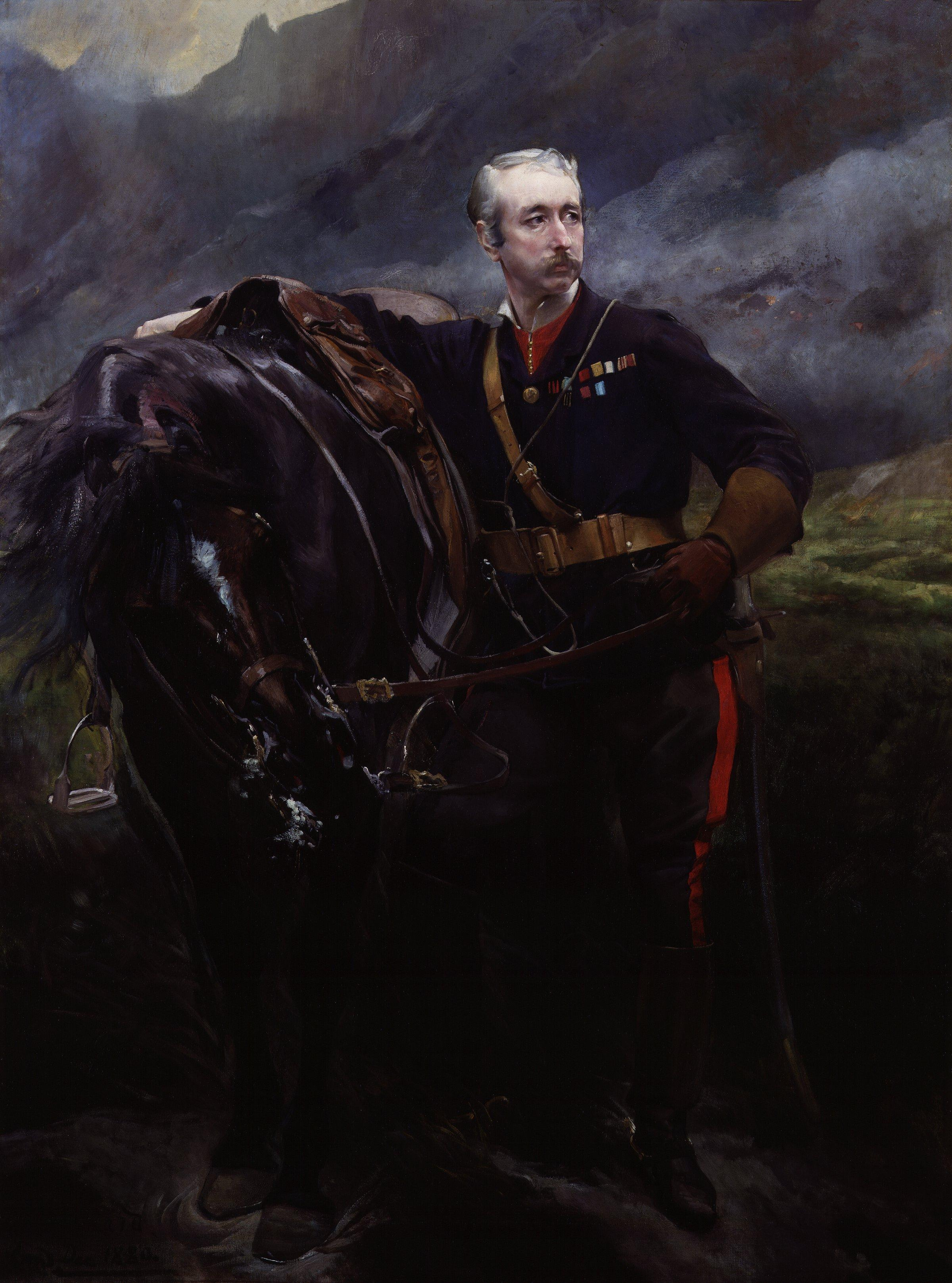
Garnet Wolseley. Obra de Paul Albert Besnard

Durante el resto de su estancia en Canadá leyó mucha historia militar y escribió una obra militar “The Soldier´s Pocket Book” en la cual detalla cómo preparar a los soldados para cualquier contingencia que puede ser que experimenten en el campo, de examinar y de reconocer el campo de batalla, también hablaba de la carencia de preparación y de la ineficacia del ejército británico. Este libro fue criticado por los sectores más tradicionalistas del ejército que se sentían ofendidos ante las críticas de Wolseley pero llamó la atención del Secretario del Estado para la Guerra, Edward T. Cardwell  quien puso en práctica las ideas de Wolseley respecto a la preparación de los soldados y oficiales.
En septiembre de 1867 se casó con Louisa Erskine mujer no muy rica pero si de mucha inteligencia, Garnet consultaba con frecuencia con ella sus planes e ideas. Solo tuvo una hija, Frances (1872-1936), escritora y fundadora del colegio femenino Gardeners at Glynde.
En 1870 fue escogido para sofocar una rebelión indígena en el territorio de Río Rojo del Norte, liderada por Louis Riel, quien había proclamado la República del Canadá en Manitoba. La expedición fue ejemplarmente planeada en su plano logístico, algo muy importante debido a las largas distancias (1.200 millas desde Toronto y la falta de puntos de reabastecimientos. A pesar de las dificultades avanzó hacía inhóspitos territorios y reconquistó Fort Garry.

## África (1873-1880)
En 1871 fue nombrado Ayudante Auxiliar en la Oficina de la Guerra donde permaneció hasta 1873 ocupando diferentes puestos desde donde se empeñó en reformar el ejército. 
En 1873 fue enviado a la Costa de Oro en África Occidental para acabar con la Segunda Guerra Ashanti (1873-1874). Hizo avanzar a sus tropas a través de la selva, venció el 31 de enero de 1874 en la batalla de Amoaful a los guerreros Ashanti y ocupó la su capital, Kumasi, a la que arrasó el 5 de febrero de 1874 obligando al soberano ashanti Kori Karikari a someterse al Imperio Británico, a pagar 50.000 onzas de oro, paso libre por las carreteras y fin de los sacrificios humanos. Garnet Wolseley declaró que esta era la más horrible guerra en la que había participado. Tras este éxito fue recibido en Gran Bretaña como un héroe y ascendido a Mayor General.

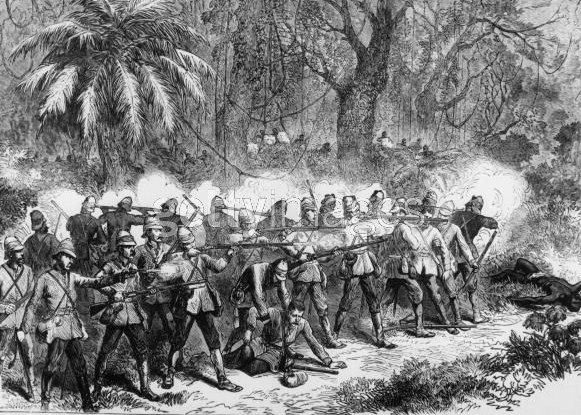
Segunda Guerra Ashanti

En 1875 fue enviado a Sudáfrica con el cargo de Gobernador de la provincia de Natal. Su misión era imponer a los colonos la nueva política colonialista dictada desde Londres.
En 1878 fue nombrado Gobernador de Chipre. 
En 1879 fue nombrado Teniente General y Gobernador civil y militar de Natal sustituyendo a Frederic Thesiger (2.º Barón Chelmsford) y recibiendo el encargo de solucionar la situación en Zululand aunque los zulúes fueron vencidos antes de su llegada, Wolseley supervisó la captura de rey Cetshwayo de Zululand que tuvo lugar el 28 de agosto de 1879 y de Sekukuni de Transvaal  y reorganizó a los zulúes en provincias británicas, poniendo fin en 1880 a la guerra anglo-zulú.  Volvió a Inglaterra en 1880 donde fue designado General de Intendencia y después Ayudante General, posiciones claves para la supervisión del entrenamiento militar.

## Egipto y Sudán (1882-1884)
En 1882, Wolseley fue enviado a Egipto a enfrentarse a una revuelta nacionalista que amenazaba el Canal de Suez y que encabezaba el bajá Ahmed Arabi, caudillo nacionalista y jefe del ejército egipcio que había proferido amenazas contra las fuerzas occidentales y había realizado una matanza generalizada de extranjeros residentes en Egipto. Wolseley logró apoderarse con rapidez del Canal de Suez, y después de una larga marcha nocturna, sorprendió a las tropas de Ahmed Arabi el 13 de septiembre de 1882, día en que se libró la batalla de Tel-el-Kebir; la victoria británica en esta puso fin a las esperanzas nacionalistas egipcias. 

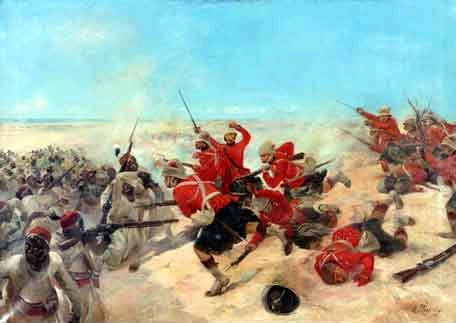
Batalla de Tel-el-Kebir. Obra de Henry Louis Dupray

En 1884 se inició la Rebelión del Mahdi en Sudán. Wolseley envió a Charles Gordon a evacuar a los ciudadanos egipcios y británicos de Sudán pero antes de llevar a cabo la acción fue rodeado en Jartum por las tropas del mahdi. Wolseley recibió la orden de rescatarlo el 8 de octubre de 1884. El ejército enviado para ello lo formaban cinco mil cuatrocientos soldados de infantería y caballería y avanzó por tierra y por el Nilo, apoyado por una flota fluvial de transportes y cañoneras.
La marcha hacia Jartum fue extremadamente difícil. Avanzando por el desierto y sufriendo ataques, las tropas británicas alcanzaron Jartum el 28 de enero de 1885, dos días después de que la ciudad hubiera caído en manos de los independentistas y el general Gordon hubiese sido asesinado. A pesar de no lograr su objetivo, fue investido con el título de vizconde Wolseley.
Ascendió a general en jefe de Irlanda en 1890 y al mismo puesto para todo el Ejército en 1895, grado que mantuvo hasta su retiro definitivo del servicio en 1901. Murió el 26 de marzo de 1913 en Menton (Francia). Fue enterrado en la catedral de San Pablo de Londres, cerca de la tumba de Arthur Wellesley, duque de Wellington.

## Reformas y obra literaria
Garnet Wolseley desarrollo una importante labor de reformas en el ejército británico de la época colonial a pesar de que tuvo que enfrentarse con el conservador Duque de Cambridge, que ocupaba el puesto de comandante general de todo el ejército, al que sucedió en 1895. De su experiencia en la Guerra de Crimea dedujo que las relaciones jerárquicas entre los mandos y las tropas debían evolucionar hacía una actitud más humana y cercana
Según Wolseley, el incremento del poder artillero y del poder de fuego de los rifles hace inevitable que los soldados sean capaces tanto de actuar siguiendo las órdenes como tomar decisiones por su iniciativa. Esto solo puede ser llevado a cabo tras recibir su debida preparación

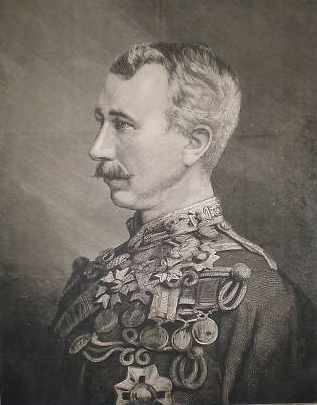
Garnet Joseph Wolseley.

También hizo hincapié en la importancia del espionaje militar. Wolseley creía que la base del ejército debía ser una fuerza pequeña pero eficiente desplegada en bases desde donde controlar el territorio colonial mientras se creaba una gran reserva de soldados para utilizar en caso de guerra. Las reformas de Wolseley hicieron al sistema militar más eficiente y económico. El cambio más importante fue la promulgación del Acta de Alistamiento del Ejército en 1870 en virtud del cual los soldados alistados servían durante seis años y después pasaban otros tantos en la reserva. De esta forma se tenía una reserva fiable y adiestrada.
Garnet Wolseley fue un prolífico escritor de obras militares. Además de las obras anteriormente nombradas destacan los siguientes títulos: 
"The Soldier´s Pocketbook for Field Service” (1869)
"The life or the Duke of Marlborough” (1894)
"The Decline and Fall of Napoleón" (1895)
"The Story of a Soldier´s Life” (1903). Esta última obra es de carácter autobiográfico.